# ألعاب الفيديو في جنوب إفريقيا
يعد سوق ألعاب الفيديو في جنوب أفريقيا أكبر سوق للترفيه في جنوب أفريقيا، متغلبًا بذلك على سوق الأفلام والموسيقى.